# 23 Pułk Piechoty (austro-węgierski)

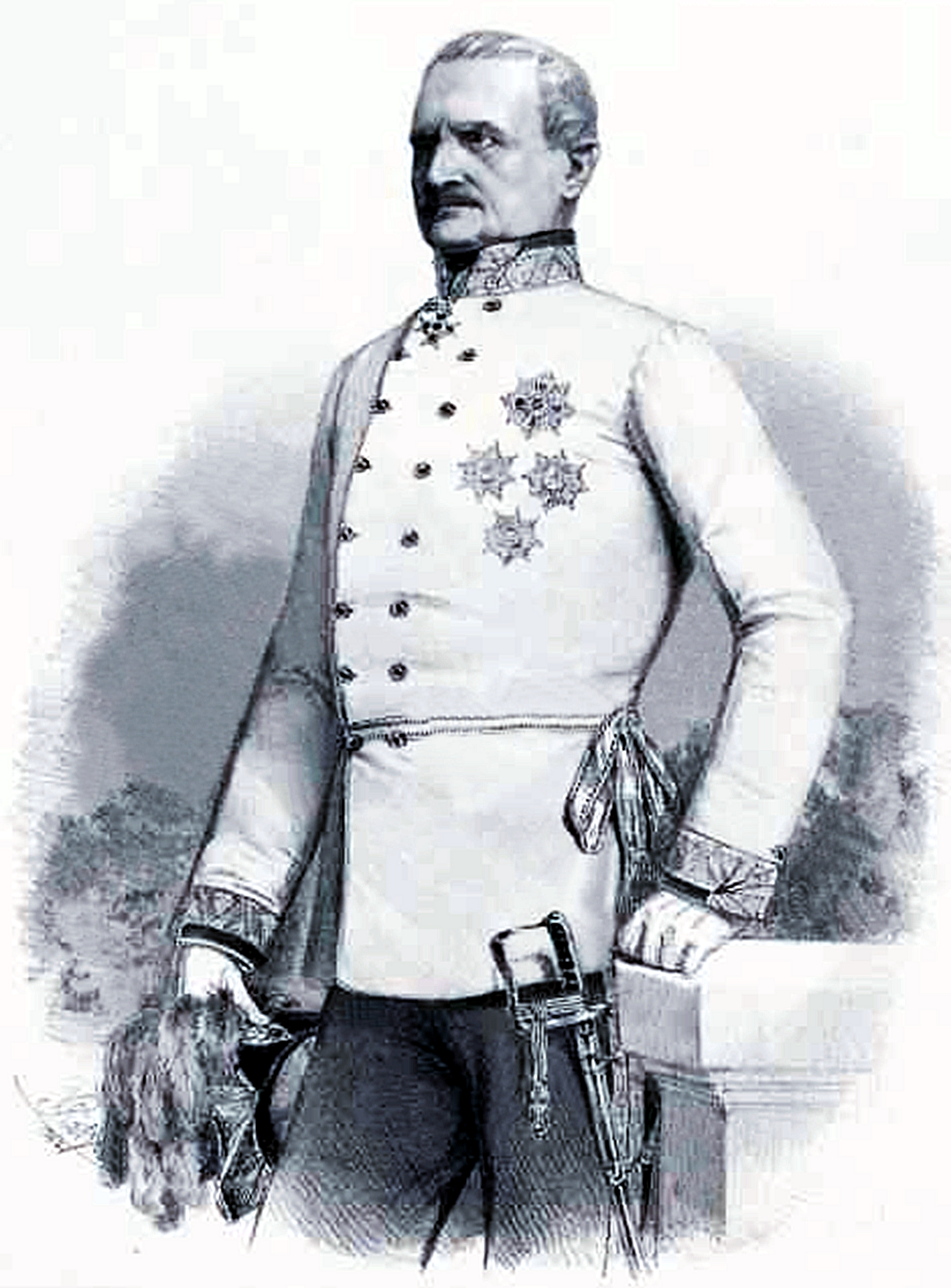
Szef pułku FZM Paul Friedrich von Ajroldi

Węgierski Pułk Piechoty Nr 23 (niem. Ungarisches Infanterieregiment Nr. 23) – pułk piechoty cesarskiej i królewskiej Armii.

## Historia pułku
Pułk kontynuował tradycje pułku utworzonego w 1814 roku. 
Okręg uzupełnień nr 23 Sombor (węg. Zombor) na terytorium 4 Korpusu.
Kolejnymi szefami pułku byli:
- FZM Paul Friedrich von Ajroldi (1850 – †3 VII 1882),
- FZM Josef von Döpfner (1883 – †16 XI 1891).

Od 1888 roku pułk nosił imię marszałka polnego Ludwika Wilhelma Badeńskiego.
Kolory pułkowe: wiśniowy (kirschrot), guziki srebrne. 
Skład narodowościowy w 1914 roku 34% – Niemcy, 52% – Węgrzy.
W 1873 roku sztab pułku stacjonował w Peszcie, a komenda rezerwowa i stacja okręgu uzupełnień w Zomborze.
W latach 1903–1905 komenda pułku razem z 1. i 3. batalionem stacjonowała w Budapeszcie, 4. batalion w Zomborze, a 2. batalion był detaszowany na terytorium 15 Korpusu do Bijeljinie (Bjelina). Pułk (bez 2. batalionu) wchodził w skład 63 Brygady Piechoty należącej do 32 Dywizji Piechoty. Natomiast detaszowany 2. batalion wchodził w skład 11 Brygady Górskiej należącej do 1 Dywizji Piechoty.
W 1909 roku pułk (bez 4. batalionu) stacjonował w Sarajewie, na terytorium 15 Korpusu, i wchodził w skład 10 Brygady Górskiej należącej do 1 Dywizji Piechoty. Czwarty batalion pozostawał w okręgu uzupełnień, w Zomborze, i nadal wchodził w skład 63 Brygady Piechoty należącej do 32 Dywizji Piechoty.
W latach 1910–1914 pułk stacjonował w Budapeszcie z wyjątkiem 4. batalionu, który załogował w Zomborze. Pułk wchodził w skład 63 Brygady Piechoty należącej do 32 Dywizji Piechoty.
W czasie I wojny światowej pułk walczył z Rosjanami w 1914 i 1915 roku w Kongresówce i w Galicji. Żołnierze pułku są pochowani m.in. na cmentarzach wojennych: w Kotowicach, nr 255 w Wietrzychowicach i nr 310 w Leszczynie oraz na cmentarzu w Zawierciu.

## Komendanci pułku
- 1873 – płk Hieronymus Graf Zedtwitz
- 1903–1906 – płk Wilhelm Buschek
- 1907–1910 – płk Anton Babich von Lovinac
- 1911–1914 – płk Wilhelm von Pflanzer